# Kawakami Gensai
 (janvier 2023).
Kawakami Gensai (河上彦斎, 4 décembre 1834 à Kumamoto-13 janvier 1872) était un partisan de l’empereur du Japon et un des quatre célèbres hitokiri ou assassin (littéralement trancheur d’homme) à la période du Bakumatsu (milieu du XIXe siècle).

## Biographie
Il lutta contre le shogunat de Tokugawa qui gouvernait le pays depuis 1600. Le shogunat avait décrété l’indépendance du pays qui l’isolait donc du reste du monde (sakoku). Cependant, en 1853, les États-Unis ont forcé le shogunat à abolir ce décret et ainsi accepter l’occidentalisation du Japon et l’ouverture vers d’autres pays (convention de Kanagawa).
Le Japon vécut durant plusieurs siècles sous l’égide de coutumes et traditions ancestrales et était très fidèle à la religion locale. Ce grand changement avait donc affaibli le shogunat de Tokugawa et provoqua la colère de l’empereur qui décida de le dissoudre, prendre les rênes de l’État et d’expulser les étrangers (Sonnō jōi). Ainsi commence la carrière d’assassin de Gensai Kawakami militant contre la partie adverse.
De nature très calme, il montrait un incroyable sang-froid lors de tension ou de prise de décision. À cause de ses traits fins et de ses cheveux longs, beaucoup le confondaient avec une femme ou un enfant.
Son véritable nom était Komori Genjiro. Il changea ensuite son identité quand il fut adopté par la famille Kawakami qui le destinait à une carrière de moine. Il se consacra alors au bouddhisme. Cependant, il n’était pas apprécié à cause de son caractère un peu trop froid et calculateur. Pourtant, il réussit à changer sa mauvaise réputation grâce à ses actes héroïques qui sauvèrent la vie de plusieurs personnes lors d’un incendie.
Kawakami comprit qu’il avait plus l’âme d’un guerrier que d’un moine. Il apprit donc le maniement du sabre et ses stratégies d’attaque. Son style de combat était le Furanui kenjitsu (éclair puissant) connu également sous le nom de Shiranui-ryu.
Il fut un fervent disciple de l’impérialisme et appartenait au groupe Ishin shishi (faction impérialiste) qui s’opposait au shogunat de Tokugawa. Grâce à ses croyances et à ses grandes capacités d’escrimeur, il devint l'un des quatre hitokiri (assassins, ou plus littéralement « coupeurs d'hommes ») du Bakumatsu ; un groupe d’élite de samouraïs accomplissant des assassinats pour le compte de l’empereur. Les autres membres étaient Nakamura Hanjiro (aussi connu sous le nom de Kirino Toshiaki), Tanaka Shinbei et Okada Izo.

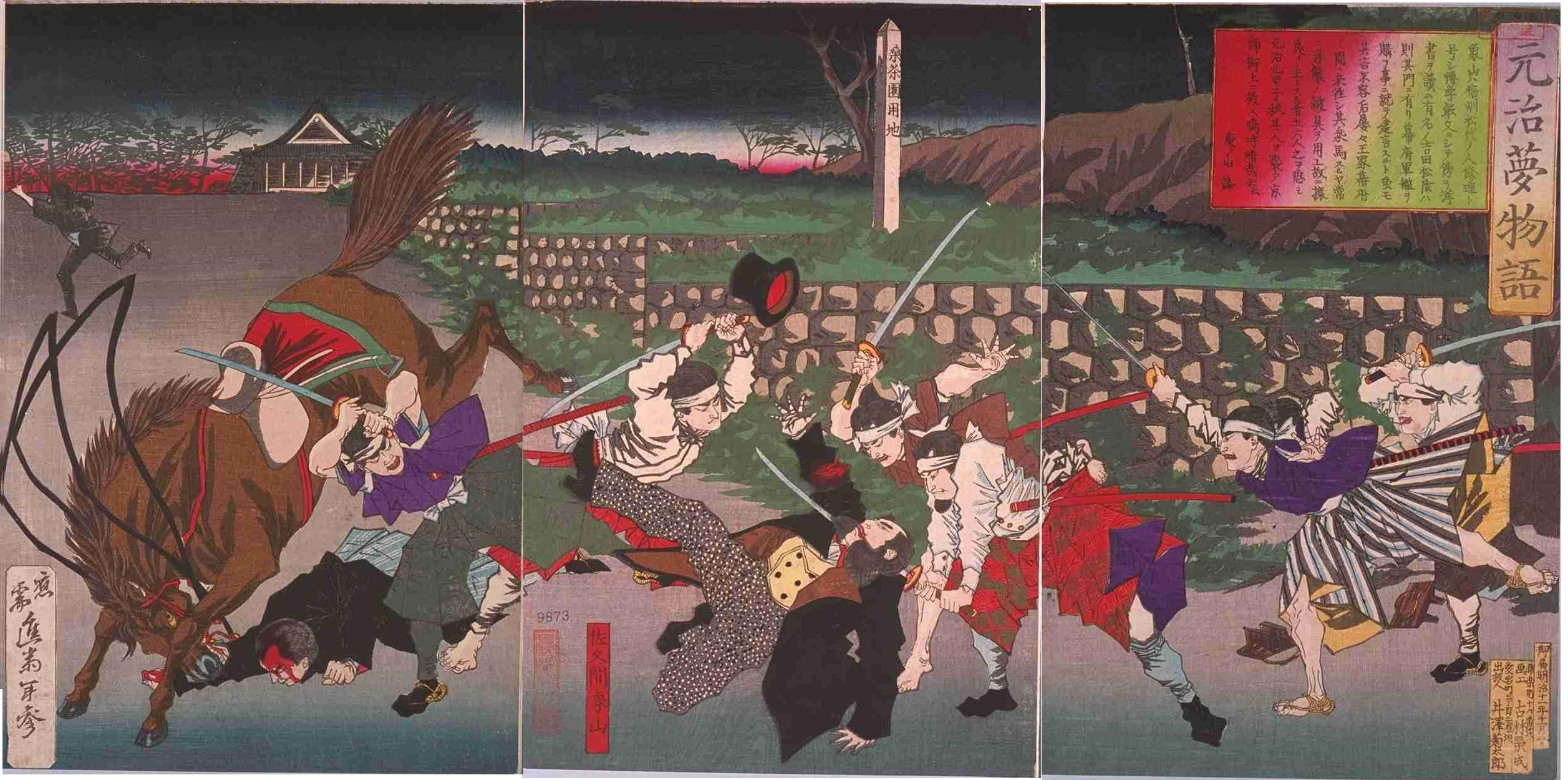
Kobayashi Toshimitsu, Assassinat de Sakuma Shōzan (1878).

Kawakami se fit connaître avec l’assassinat de Shōzan Sakuma en 1864, homme politique et érudit japonais qui était en faveur de l’entrée des étrangers. Il le tua en plein jour et à la vue de plusieurs témoins. On présume qu’il est l’auteur de bien d’autres assassinats, étant donné son épithète d'hitokiri, mais on n'a trouvé aucune preuve de sa culpabilité à ce jour.
Après la restauration Meiji en 1868 et la fin de l’ère des samouraïs, Kawakami enseigna quelque temps la philosophie bushido (la voie du samouraï). Cependant, ses idéaux extrémistes défendaient une politique très conservatrice et critiquaient fortement le nouveau gouvernement, qui voyait en lui une menace pour le futur de la nation. Le nouveau gouvernement mit au point un complot contre Kawakami avec Kido Takayoshi, un de ses propres partisans. Ainsi, il fut arrêté sous de fausses accusations et exécuté la quatrième année de l’ère Meiji (1871) à l’âge de 37 ans.

## Influence posthume
Le modèle de Kawagami Gensai inspira beaucoup d’œuvres japonaises. La plus importante est celle du personnage principal de l’œuvre de Nobuhiro Watsuki sous les traits de Kenshin Himura.
Il apparaît dans Rise of the Ronin, mais de manière peu fidèle à la réalité, y étant montré comme un homme froid, fanatique, téméraire et ne tuant que par vengeance